# Beloti
Beloti (en georgiano: ბელოთი) o Belot (en osetio: Белот) es un pueblo que pertenece a la parcialmente reconocida República de Osetia del Sur, parte del distrito de Tsjinval, aunque de iure pertenece al municipio de Eredvi de la región de Iberia Interior de Georgia.

## Geografía
Beloti se encuentra a orillas del río Gudisi, a 15 kilómetros de Tsjinvali. 

## Historia
Se sabe que a finales del XVII, durante una de las campañas de los qizilbash, los georgianos atrajeron al enemigo hacia las profundidades del desfiladero. El comandante persa, Sepe-Kan, celebró su victoria prematuramente mientras que Shanshe, el eristavi de Ksani, se fortificó con su ejército, atacaron y destruyeron por completo a los persas.
Beloti fue la resisdencia de los duques de Ksani y, tras la abolición de los saeristavi, se convirtió en residencia real. El príncipe Iulon de Georgia poseía una fortaleza y un palacio de tres pisos en Beloti, donde su familia residía permanentemente desde 1785.  A mediados del siglo XX, aún se conservaban las ruinas del palacio y la fortaleza de Iulon. 
En el siglo XIX, los rusos instalaron aquí instalaciones de artillería. La importancia estratégica del pueblo también queda demostrada por el hecho de que la ruta más corta que conectaba el este y el oeste de Georgia pasaba por él.  
Tras la guerra de Osetia del Sur de 1991-1992, los georgianos lograron controlar el pueblo y desde 2006, forma parte del municipio de Eredvi en la legislación georgiana. En la guerra ruso-georgiana de 2008, las tropas osetias atacaron y ocuparon la aldea el 9 de agosto, pasando a estar bajo el control de la República de Osetia del Sur. La mayor parte de la población abandonó la aldea tras la guerra, solo quedaron dos familias georgianas.

## Demografía
La evolución demográfica de Beloti entre 1908 y 2015 fue la siguiente:
| 150                                                      | 156 | 220 | 220 | 288 | 223 | 237 | 213 | 157 | 106 | 0 |
| (Fuente: Population of South Ossetia since Soviet times) |     |     |     |     |     |     |     |     |     |   |

Según el censo soviético de 1959, la mayoría de la población local eran osetios. En los distintos censos, la composición étnica del pueblo era la siguiente:
|              | 1916      | 1916       | 1989      | 1989       | 2002      | 2002       |
| Grupo étnico | Población | Porcentaje | Población | Porcentaje | Población | Porcentaje |
| ------------ | --------- | ---------- | --------- | ---------- | --------- | ---------- |
| Georgianos   | 220       | 100%       | 118       | 90%        | 94        | 89%        |
| Osetios      | 0         | 0%         | 39        | 10%        | 14        | 11%        |
| Total        | 220       | 100%       | 157       | 100%       | 106       | 100%       |

## Infraestructura

### Arquitectura, monumentos y lugares de interés
En el pueblo y sus alrededores se encuentran ocho iglesias y dos importantes fortalezas. Aquí se encuentra un famoso complejo monástico: una fortaleza de Beloti (siglo XVIII), la iglesia del Salvador (siglo X) y un campanario (siglo XIX). 